# Siddick Pond
Der Siddick Pond (auch Siddick Ponds) ist ein See in Cumbria, England. Der Siddick Pond liegt 1 km nördlich von Workington und 500 m von der Küste der Irischen See entfernt und zerfällt in zwei Teile. Ein kleiner Teil wird im Südosten des Hauptteils durch einen Damm abgetrennt. Der Siddick Pond war ursprünglich eine sumpfige Niederung des River Derwent, der südlich davon fließt. Durch den Bau der westlich davon verlaufenden Eisenbahnlinie der Cumbrian Coast Line füllte sich die Niederung mit Wasser. Der See hat eine Wasserfläche von 14,5 Hektar. Der Ling Beck bildet seinen Zufluss an der Ostseite und seinen Abfluss an der Südostseite.
Der See bildet mit seiner Umgebung einen Site of Special Scientific Interest von 21,4 Hektar. Die Nähe zur Küste machen den See zu einem Anziehungspunkt für viele Vögel. Ornithologen haben den See seit 1921 regelmäßig beobachtet und mehr als 155 Vogelarten gezählt. Mindestens 35 Arten davon brüten auch in dem Gebiet, während andere Arten zum Überwintern kommen oder den See als Rastplatz nutzen.
Der Siddick Pond Site of Special Scientific Interest ist ebenfalls als Local Nature Reserve geschützt.